# Peziza
Peziza, (Johann Jacob Dillenius, 1719 ex Elias Magnus Fries, 1822) este un gen de ciuperci din încrengătura Ascomycota, în ordinul Pezizales și familia Pezizaceae, care cuprinde în prezent conform filogeneticii moleculare moderne, după Paul M. Kirk și colaboratori global mai mult de 100 specii, în Europa ceva mai puține. Este cunoscut în popor în regulă sub denumirea urechiușe. Tip de specie este ''Peziza vesiculosa''.

## Taxonomie

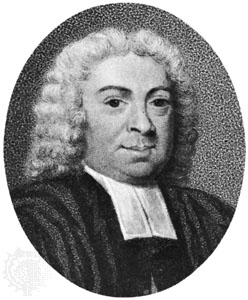
Dillen(ius)

Deja în prima parte a secolului al XVIII-lea, botanistul german Johann Jacob Dillen(ius) (1684-1747) a descris genul sub numele actual, dar nu după criteriile nomenclaturii binare ale lui Carl von Linné. În consecință, renumitul micolog suedez Elias Magnus Fries a rescris genul sub aceiași denumire, de verificat în volumul 2 al operei sale Systema mycologicum, sistens fungorum ordines, genera et species din 1822.. Ea este actuală până în prezent (2019).
Toate celelalte încercări de redenumire nu sunt folosite și pot fi neglijate.
Mai este de menționat: Denumirea Peziza a fost folosită în trecut de mai mulți savanți pentru genuri care poartă astăzi alte nume binomiale sau sunt neacceptate, astfel Peziza L. 1753, azi Cyathus Haller (1768), Peziza Pers. (1801) bazând pe Linné (neacceptată) sau Peziza Fuckel (1870), transferată de el însuși la genul său nou creat Aleuria.

## Habitat
Acest soi predominant saprofit este în mod predominant locuitor de sol sol gras calcaros și argilos, crescând prin diferite feluri de păduri, dar, depinde de specie, apare de asemenea pe mulci, pe sol fertilizat, paturi de plante și chiar pe grămezi vechi de gunoi de grajd și paie.

## Descriere

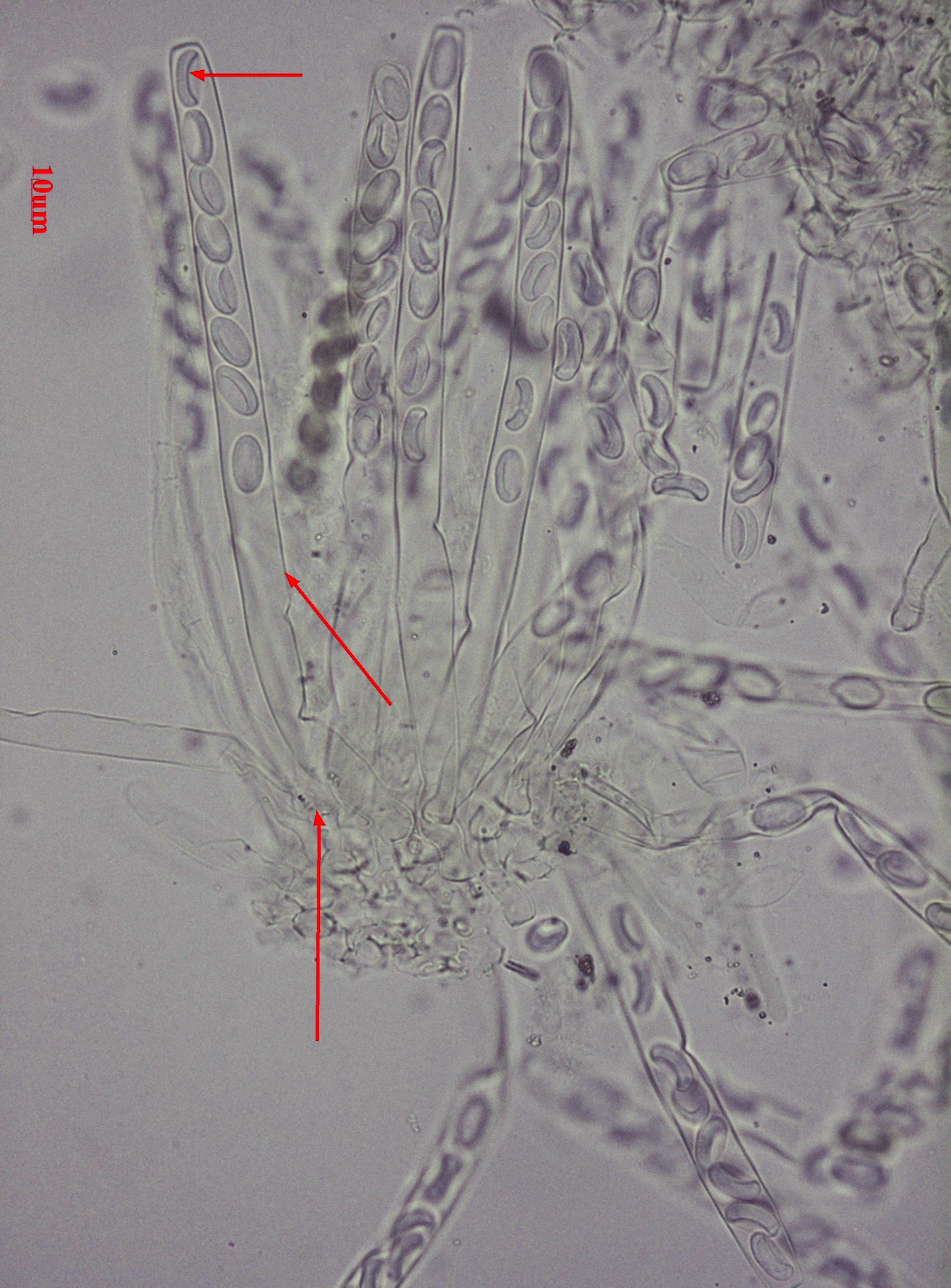
Peziza: asce cu spori

- Corpul fructifer: are un diametru de 2-15 cm și o înălțime de 2-7 cm și o grosime de 2-5 mm, este la început închis și sferic, apoi ia formă de bol sau cupă, mai târziu se aplatizează la cele mai multe specii, fiind de multe ori neregulat și voluminos îndoit cu marginea ondulată, câteodată crestată, la nu puține soiuri mai mult sau mai puțin răsucită, având o oarecare asemănare cu o ureche. Suprafață inferioară (superioară), cea fertilă (adică cea căptușită cu stratul himenal care va produce sporii), este netedă și glabră și în cele mai multe cazuri mai închisă în culoare decât cea sterilă exterioară, care are un aspect între prăfos, catifelat, solzos cleios-pâslos și/sau veziculos. Coloritul variază de la ocru-gălbui, ocru, ocru-maroniu, brun până la brun-negricios,  Peziza subviolacea și Peziza violacea cu nuanțe liliacee.
- Sporii: sunt elipsoidali, hialini (translucizi), granulați și reticulat ornamentați pe suprafață, deseori cu două picături de ulei, ascele cu 8 spori. Pulberea lor depinde de soi.
- Piciorul: are la bază un picioruș foarte scurt, alb-flocos și lățos, la multe specii lipsește.
- Carnea: este ceroasă, fragilă, câteodată ușor apoasă (unele specii emană chiar și un suc transparent sau colorat), coloritul fiind de aceeași culoare cu exteriorul. Cele mai multe specii au un miros și un gust imperceptibil, unele miroasă plăcut aromatic de ciuperci, de exemplu Peziza badia.[4][5][6][10]
- Reacții chimice: pentru ciupercă (aspect exterior, carne) nu sunt cunoscute.[11] Vârfurile ascelor se colorează într-o soluție de iod iodurat violet[12] și cu iod albastru.[13]

## Valorificare
Toate speciile ale genului sunt în principiu comestibile, deși nu pot fi mâncată crud, pentru că conțin toxina hidrazină care se dizolvă în timpul fierberii sau la uscare. De asemenea, consumat în porții mari, ciupercile pot crea reacții neplăcute la persoane sensibile, pentru că buretele este cam greu de digerat ca de exemplu și soiurile ale genului  Morchella. Unele sunt de nici o valoare culinară.

## Specii ale genului (selecție)
Specii incluse sunt între altele:
| - Peziza ammophila (Saut.) Sacc. (1889) - Peziza amoena Lév. (1845) - Peziza ampelina Quél. (1880) - Peziza ampliata Pers. (1800) - Peziza arvernensis Boud. (1879) - Peziza austrogeaster (Rodway) Rifai (1968) - Peziza badia (Pers.) (1800) - Peziza badioconfusa Korf (1954) - Peziza bovina W.Phillips (1887) - Peziza bulbosa Hedw. (1789) | - Peziza cerea Sowerby (1797) - Peziza domiciliana Cooke (1877) - Peziza erini M.E.Sm. (2014) - Peziza fimeti (Fuckel) Seaver (1928) - Peziza granulosa Pers. (1801) - Peziza imperialis Beck (1884) - Peziza micropus Pers. (1800) - Peziza halophila Loizides și alții (2017) - Peziza infossa Fogel & States (2013) - Peziza macrospora (Wallr.) Fuckel (1870) | - Peziza michelii (Boud.) Dennis (1960) - Peziza moravecii (Svrček) Donadini (1978) - Peziza moseri Aviz.-Hersh. & Nemlich (1974) - Peziza natrophila M.Khan (1977) - Peziza nivalis (R.Heim & L.Remy) M.M.Moser (1974) - Peziza oliviae J.L.Frank (2014) - Peziza ostracoderma Korf (1960) - Peziza petersii Berk. (1875) - Peziza phyllogena Cooke (1877) - Peziza praetervisa Bres. (1897) | - Peziza repanda Pers. (1808) - Peziza ripensis E.C.Hansen (1877) - Peziza saniosa (Schrad.) J.F.Gmel. (1792) - Peziza subviolacea Svrček (1977) - Peziza succosa Berk. (1841) - Peziza sylvestris (Boudier) Sacc. (1911) - Peziza varia Alb. & Schwein. (1805) - Peziza vesiculosa Bull. (1790) - Peziza violacea Pers. (1794) - Peziza whitei (Gilkey) Trappe (1975) |

## Speciile genului în imagini (selecție)

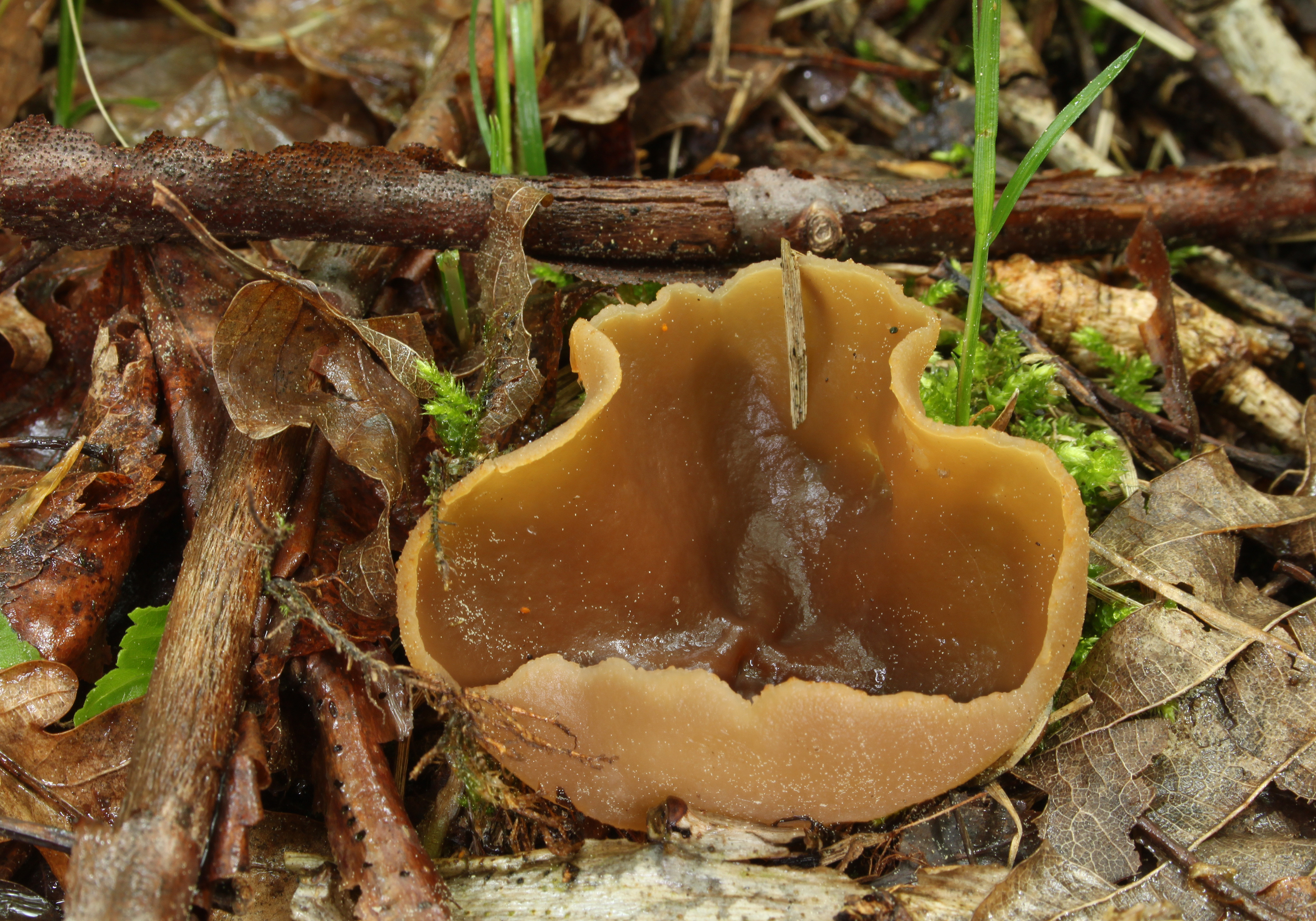
Peziza arvernensis
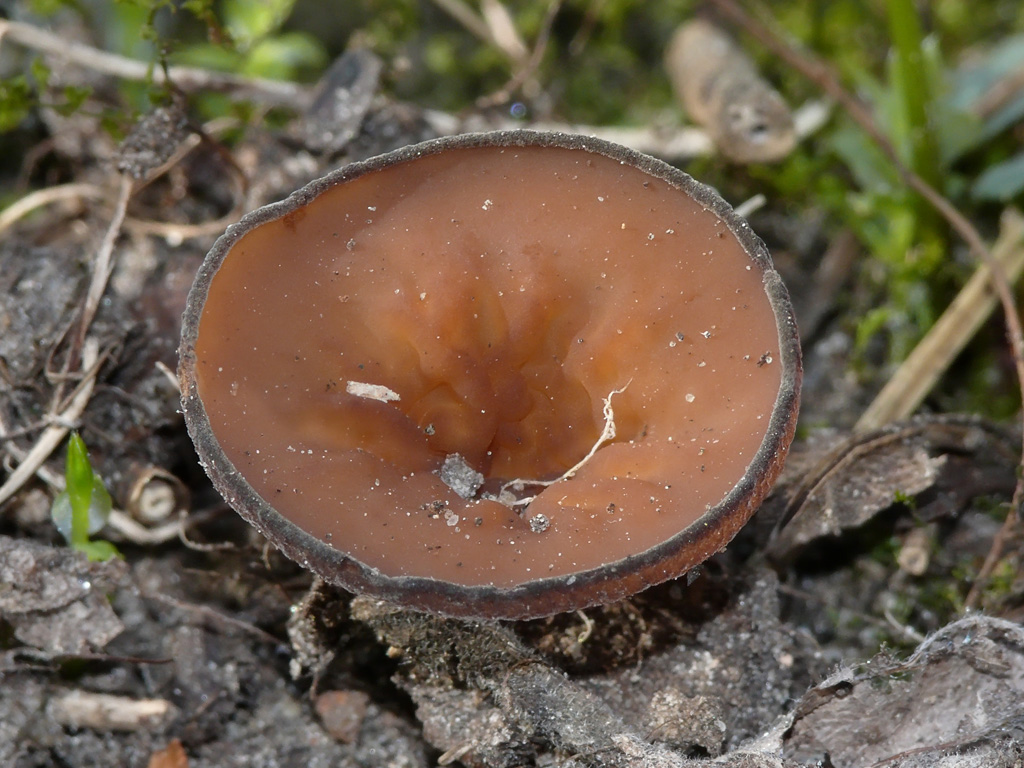
Peziza badia
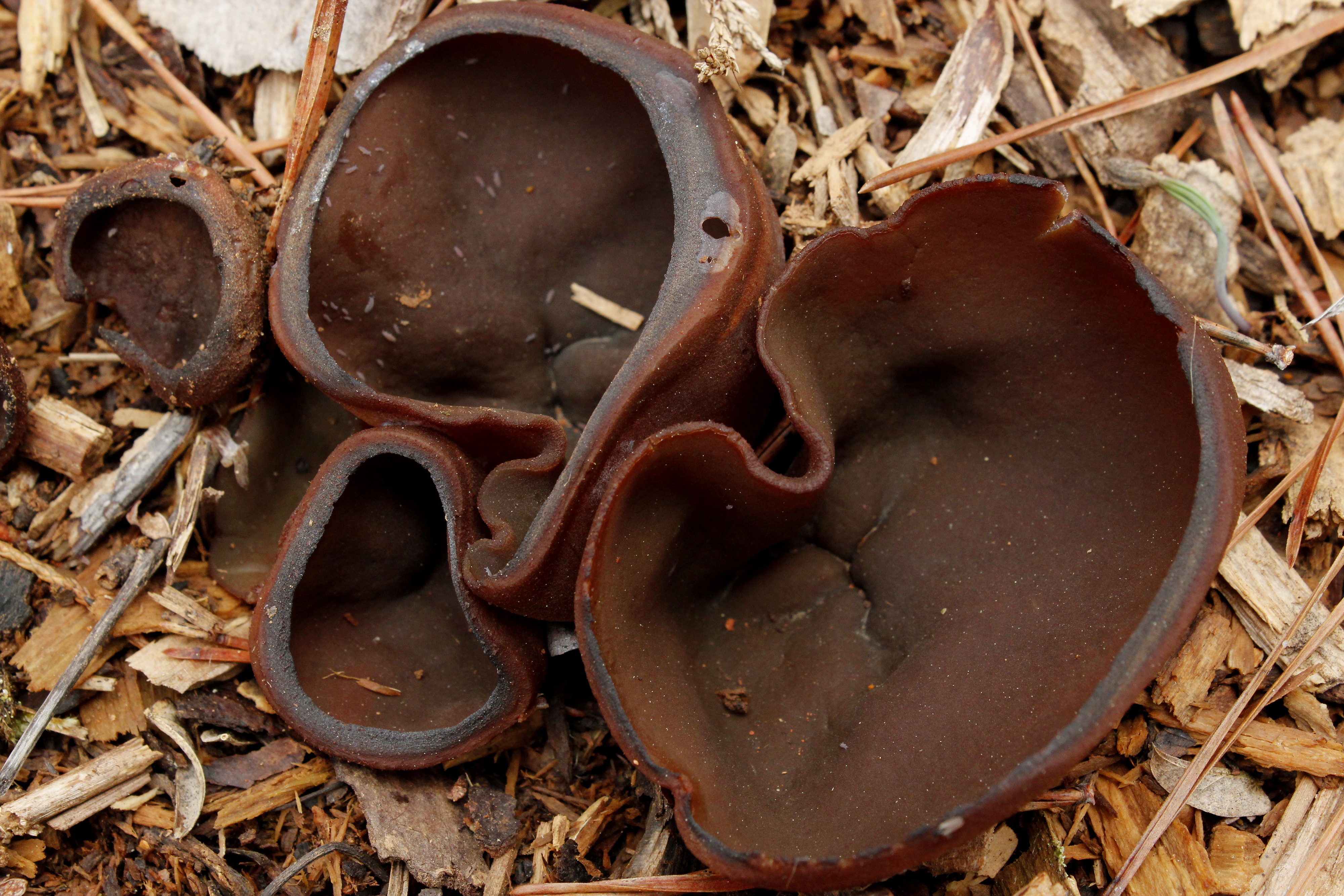
Peziza badioconfusa
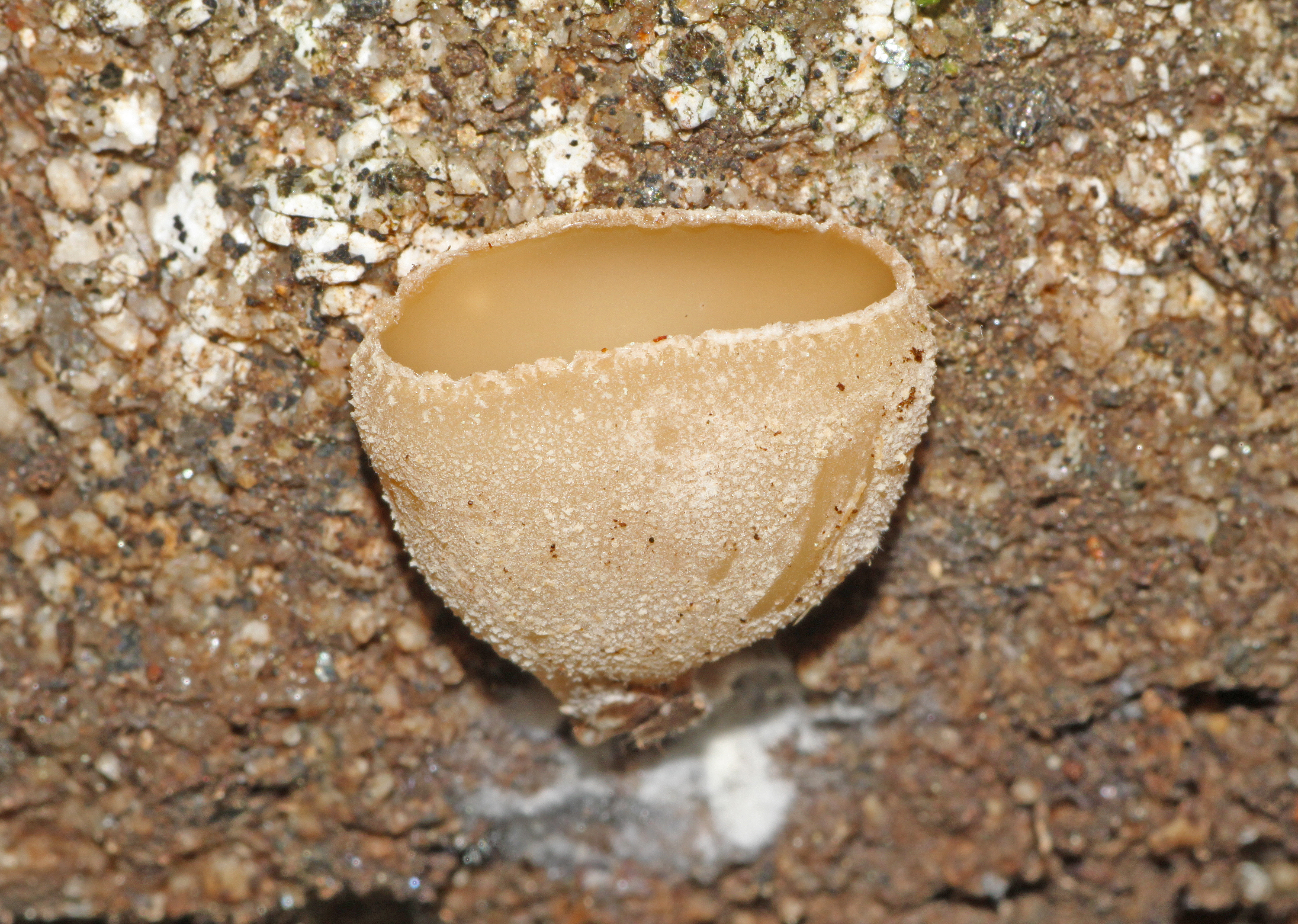
Peziza-cerea
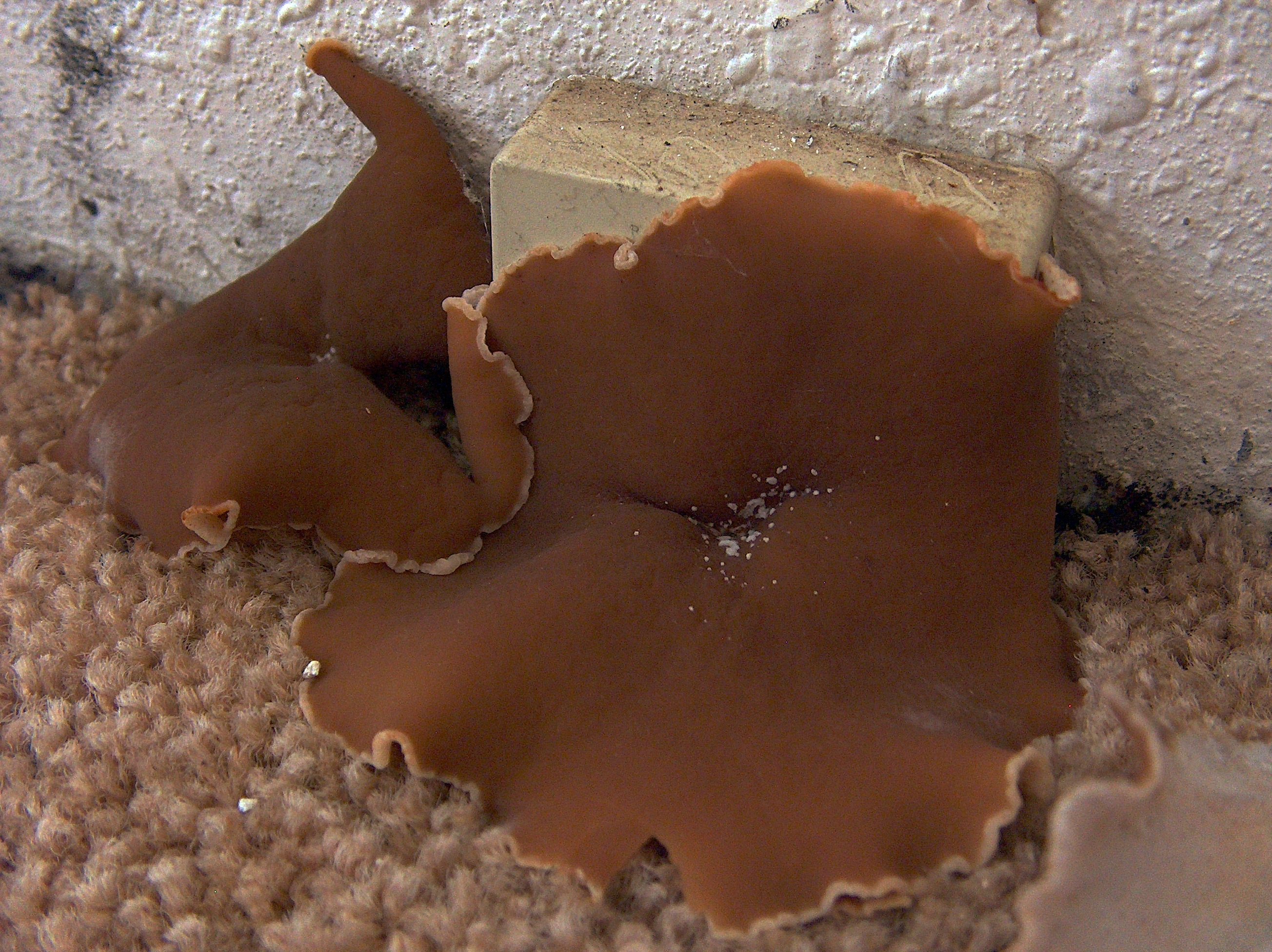
Peziza domiciliana
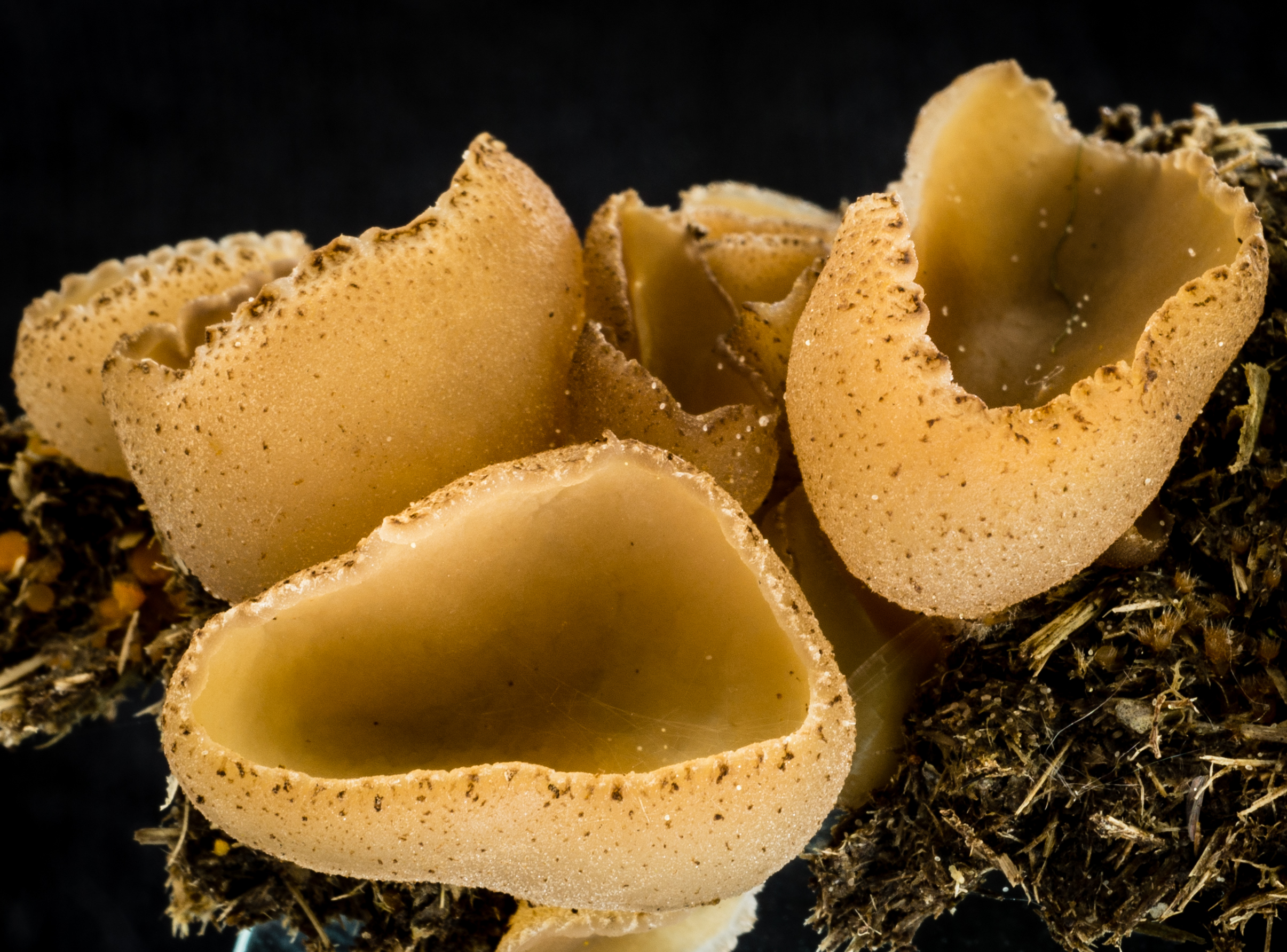
Peziza fimeti
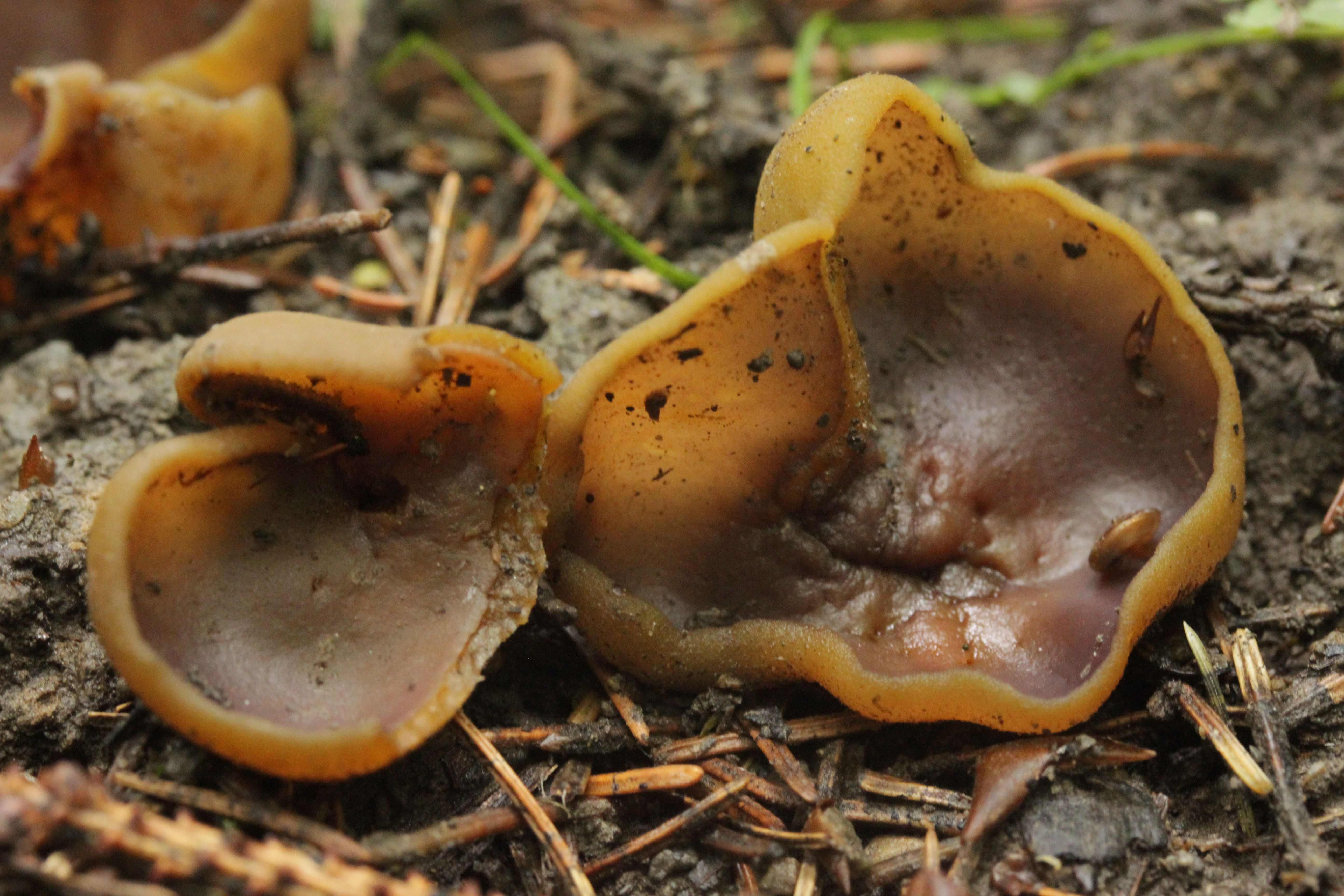
Peziza michelii
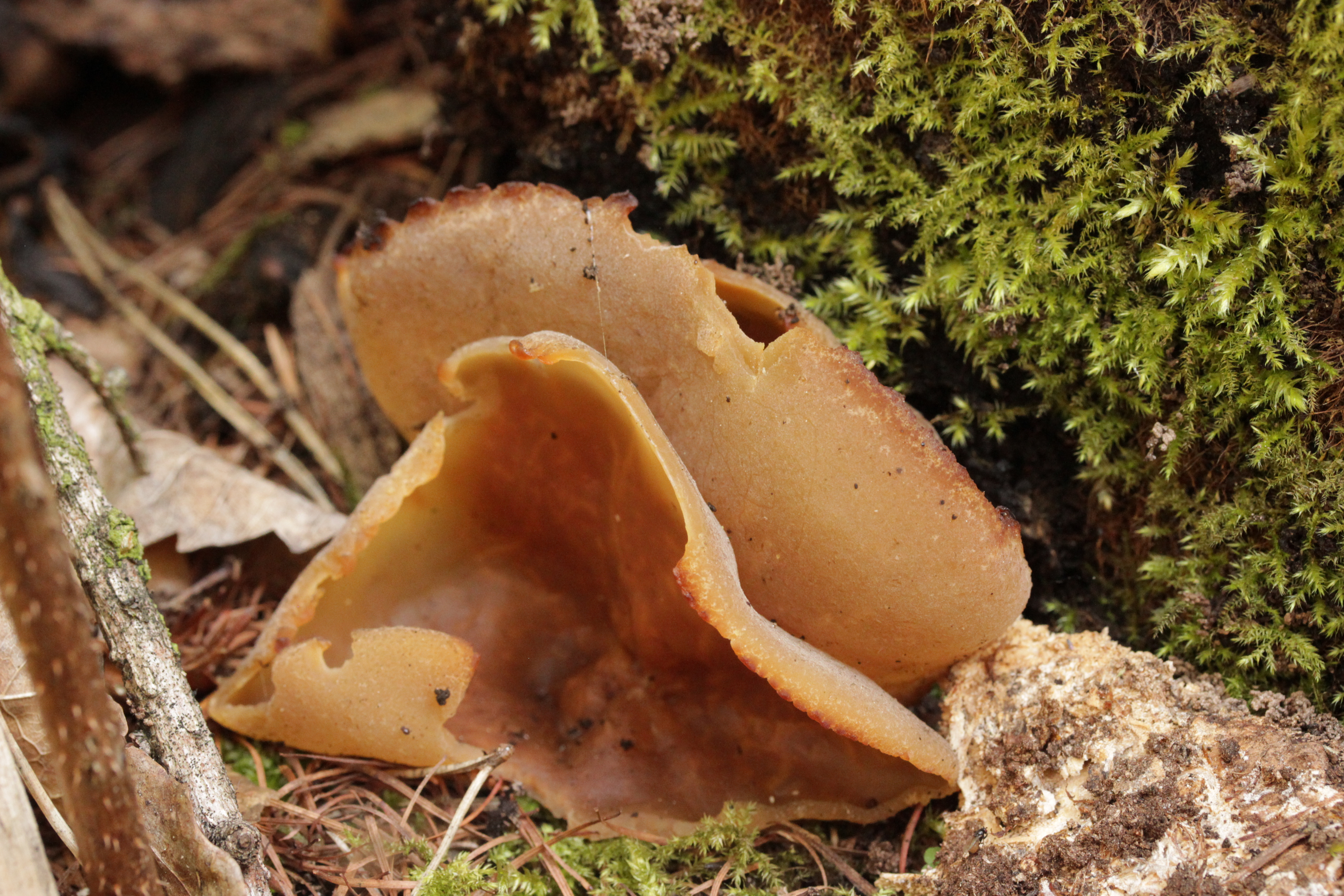
Peziza micropus
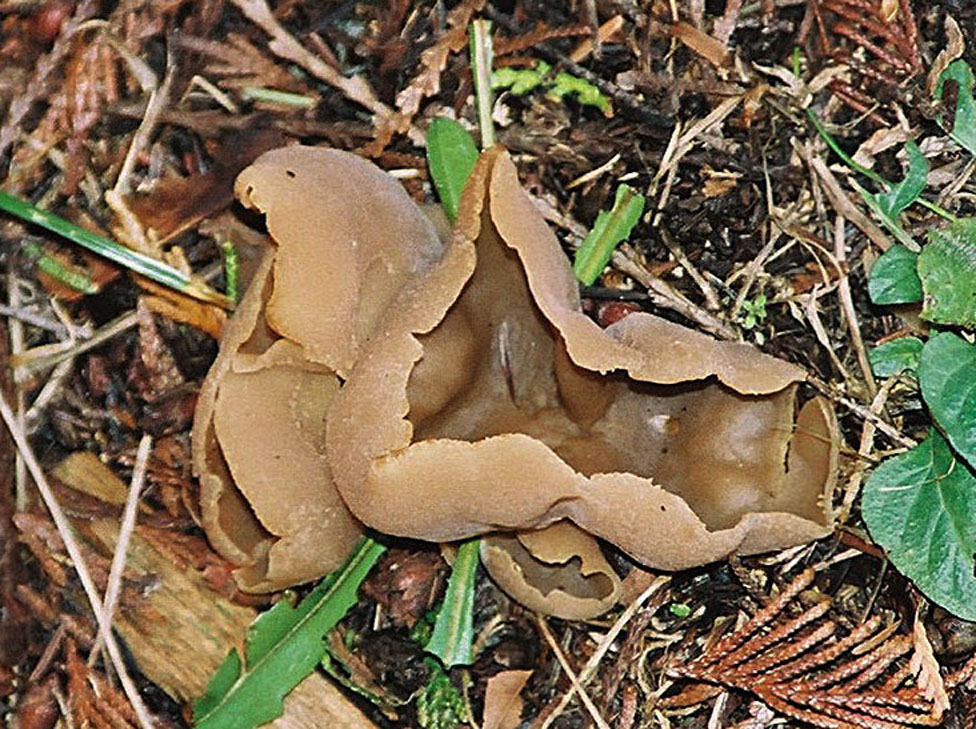
Peziza petersii
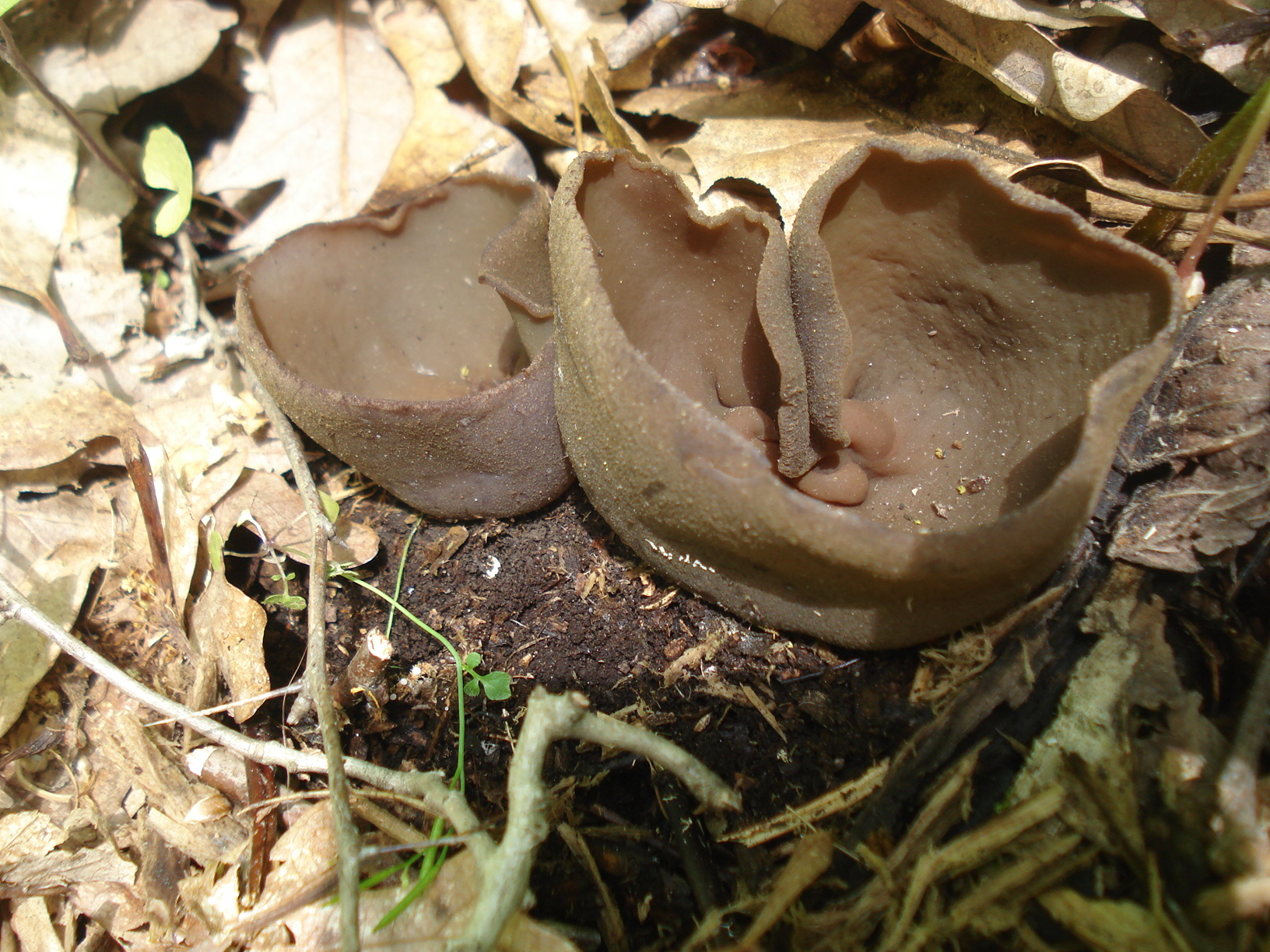
Peziza phyllogena

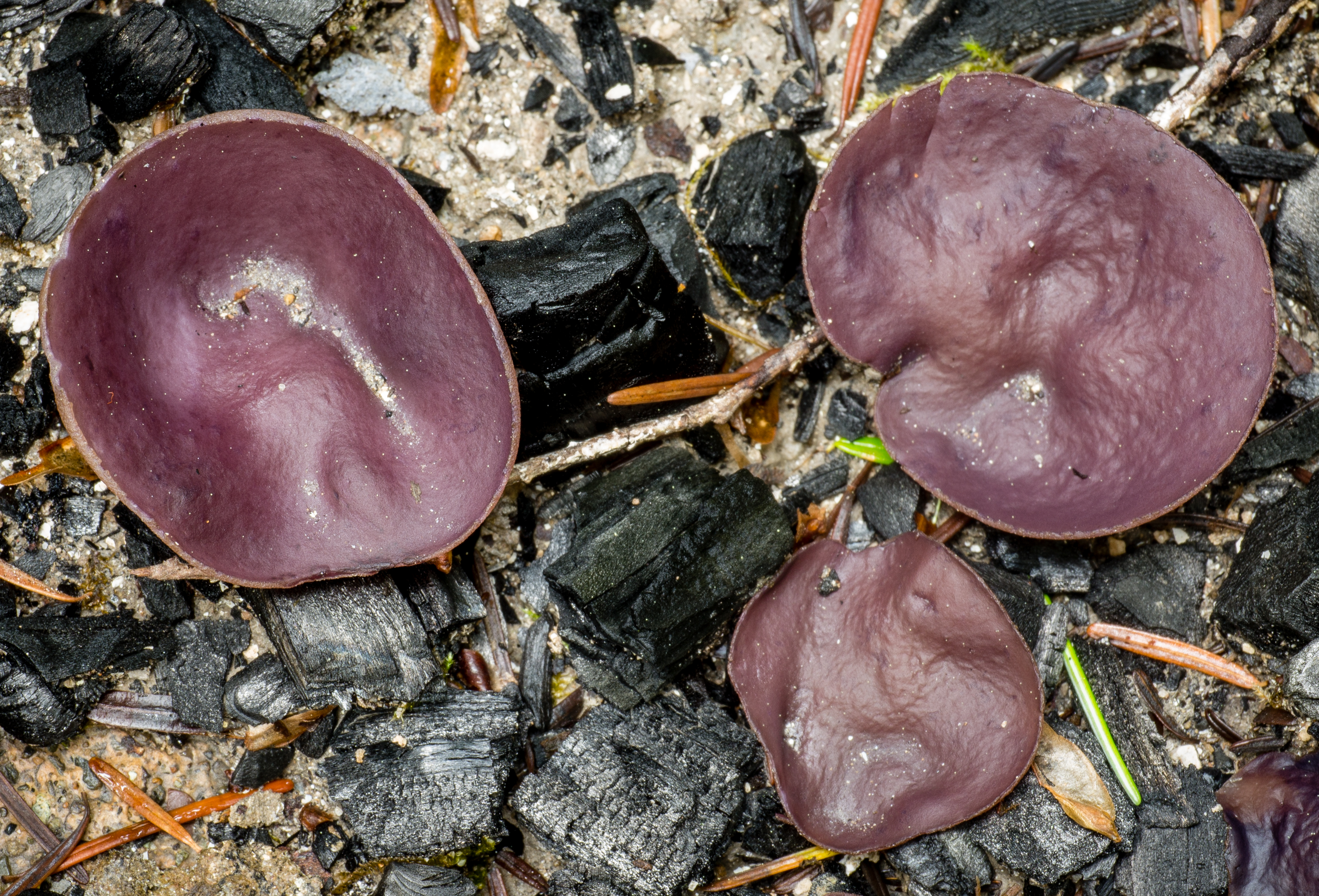
Peziza praetervisa
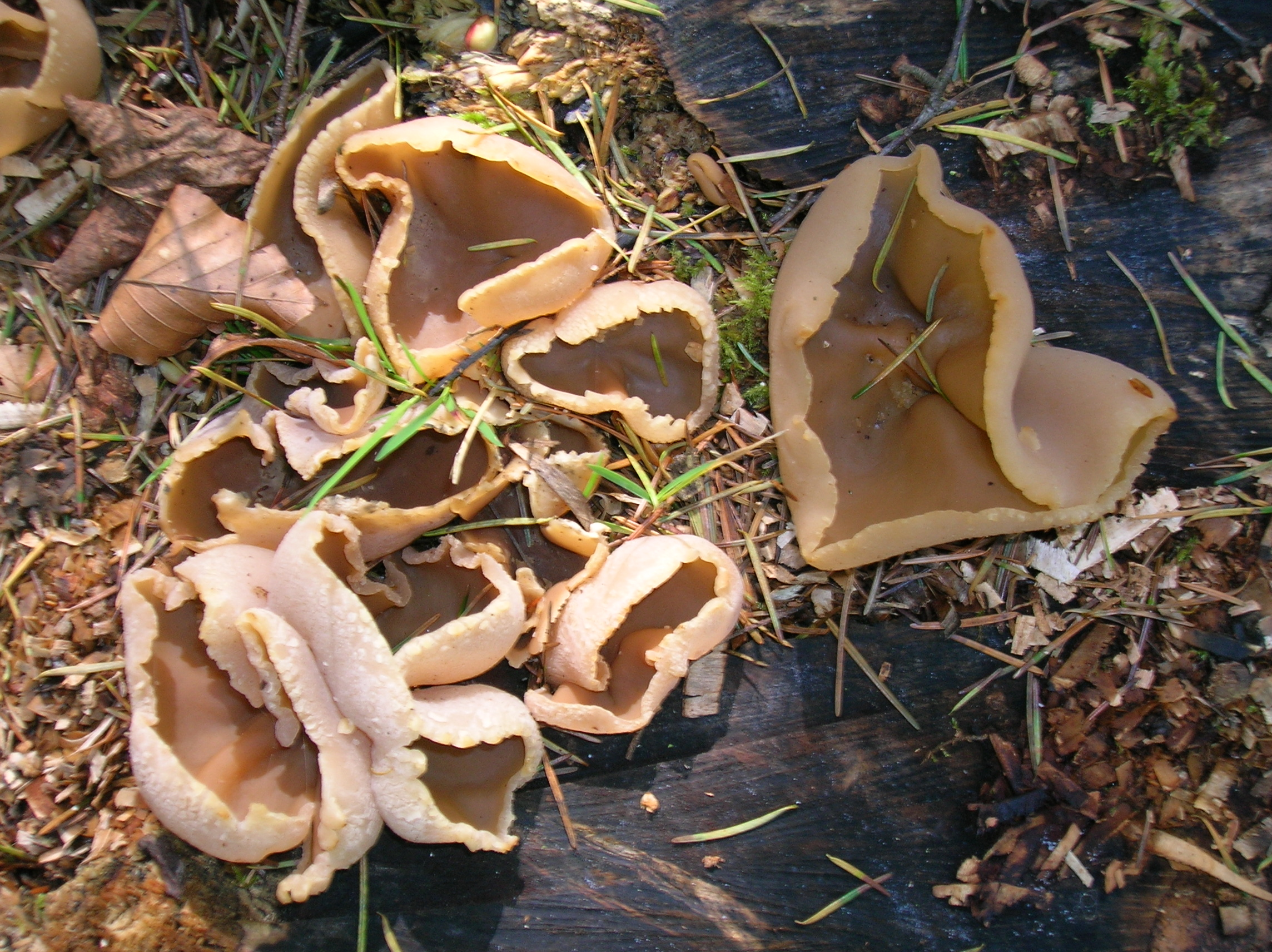
Peziza repanda
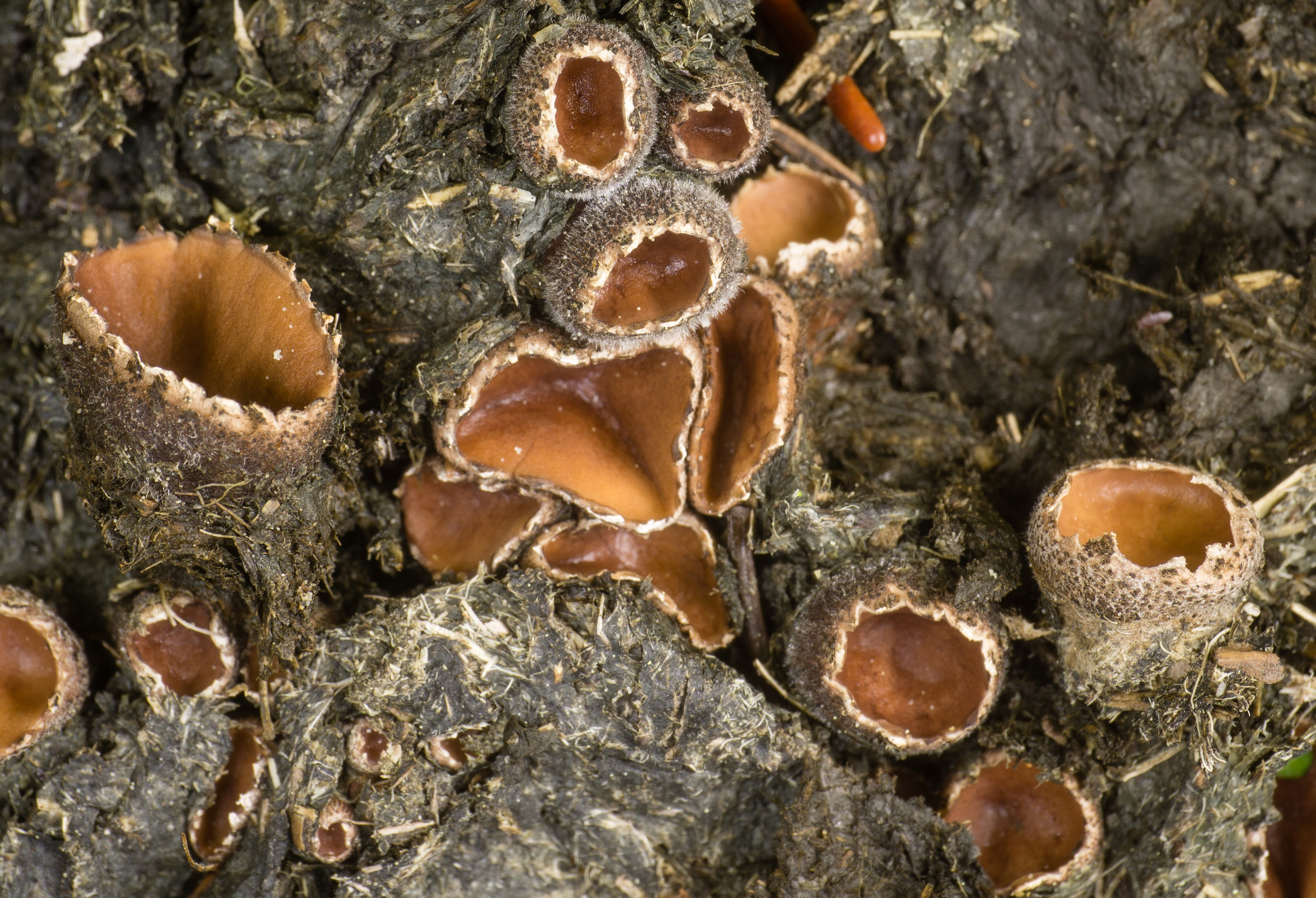
Peziza ripensis
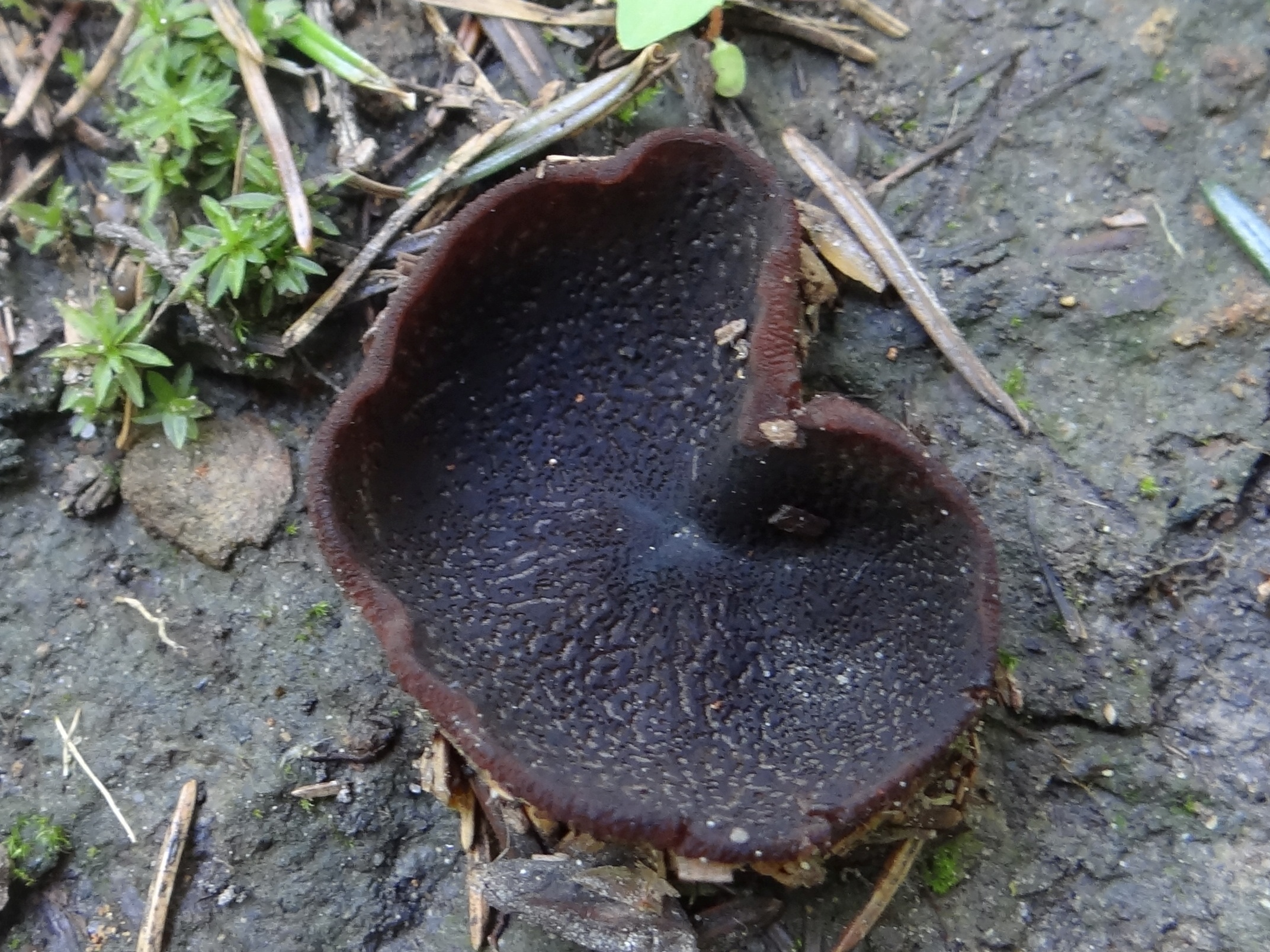
Peziza saniosa
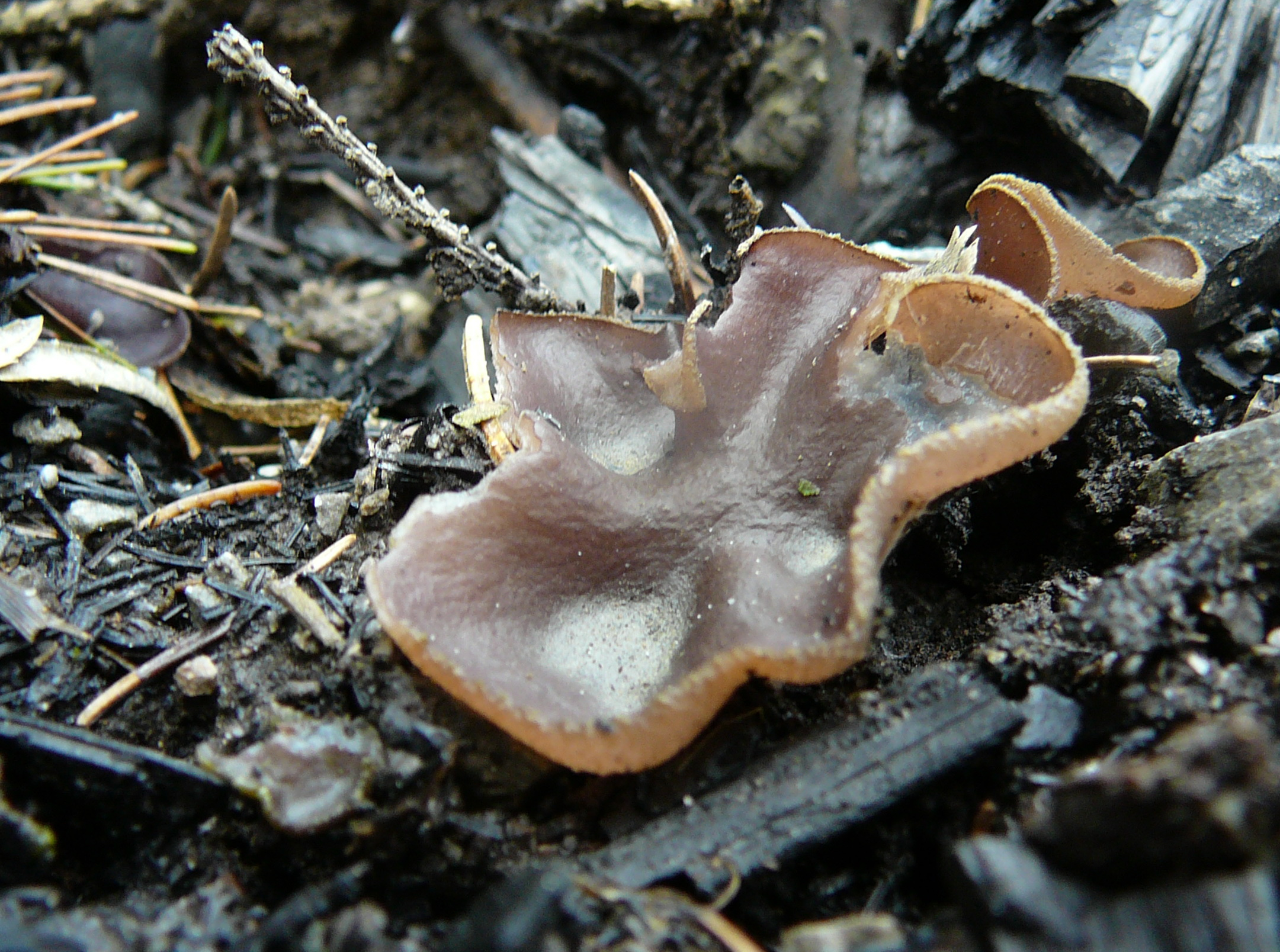
Peziza subviolacea
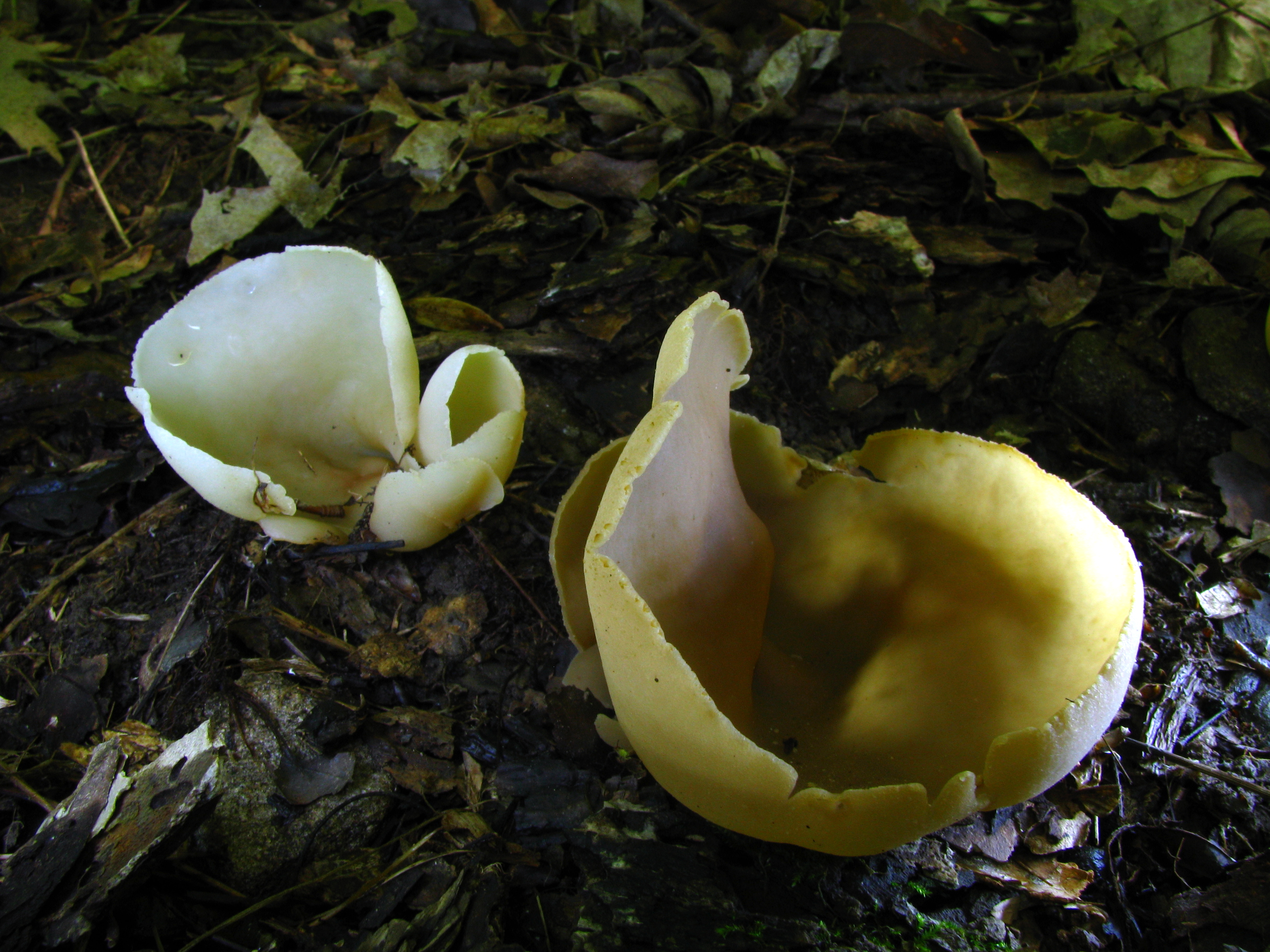
Peziza succosa
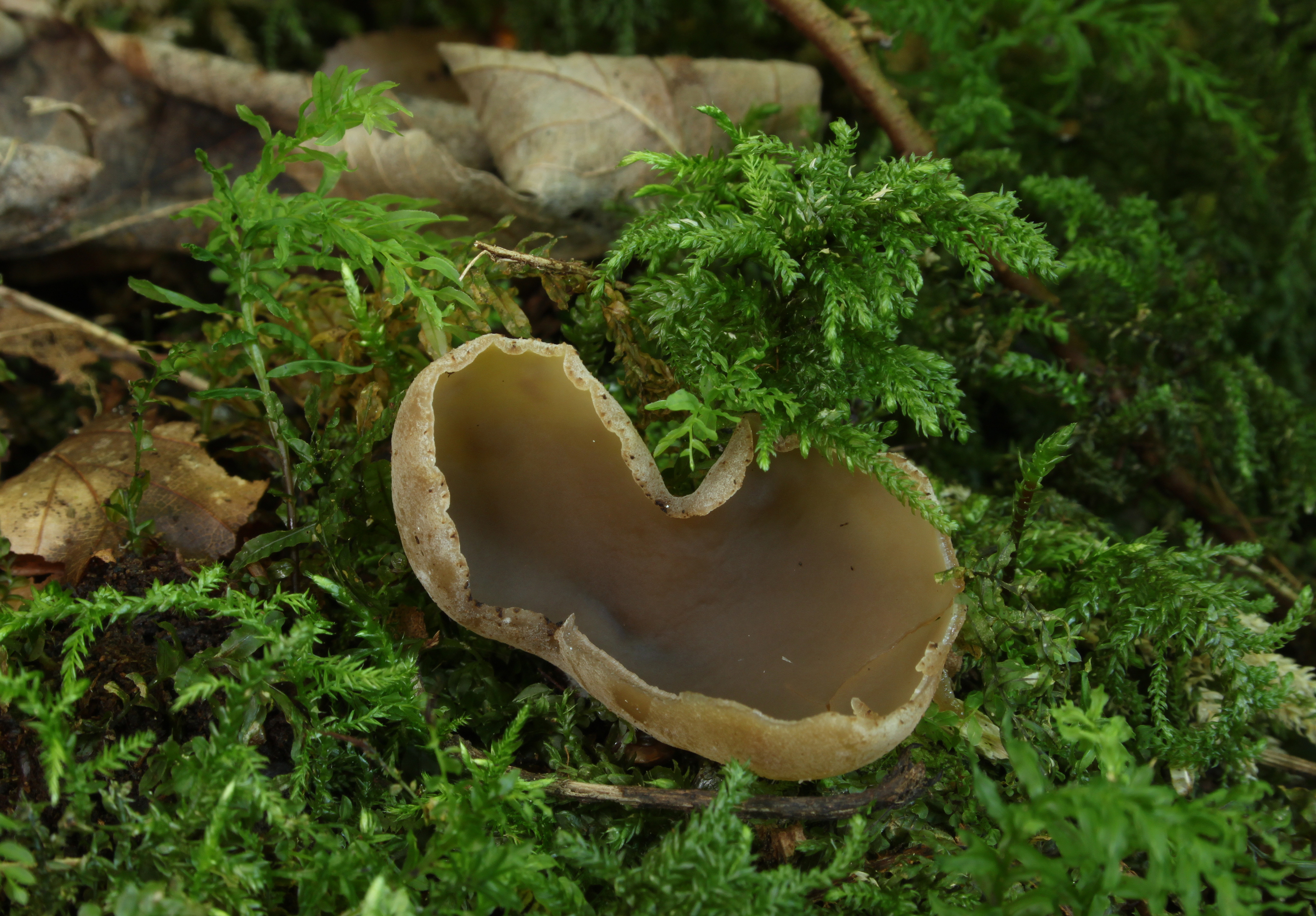
Peziza varia
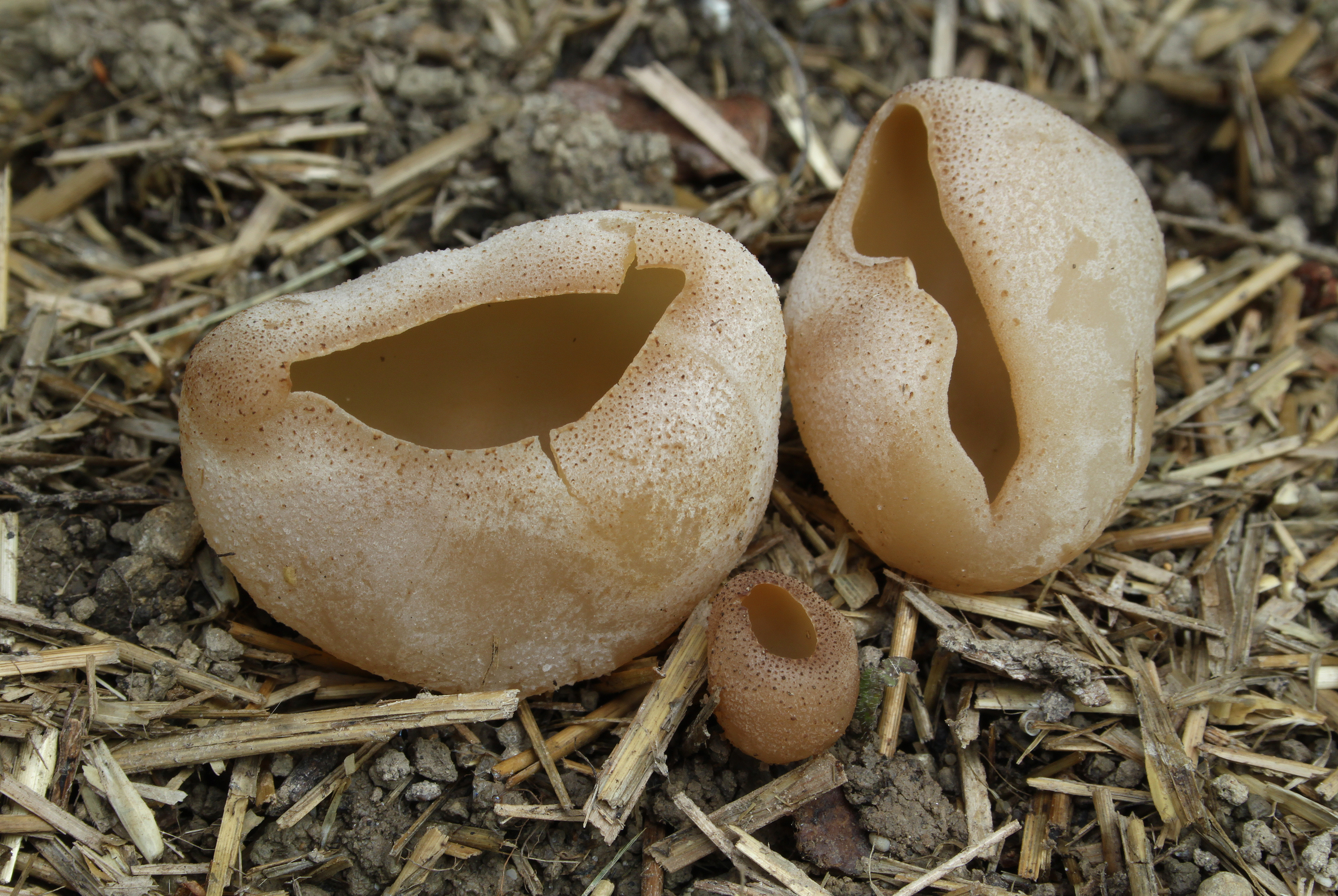
Peziza vesiculosa
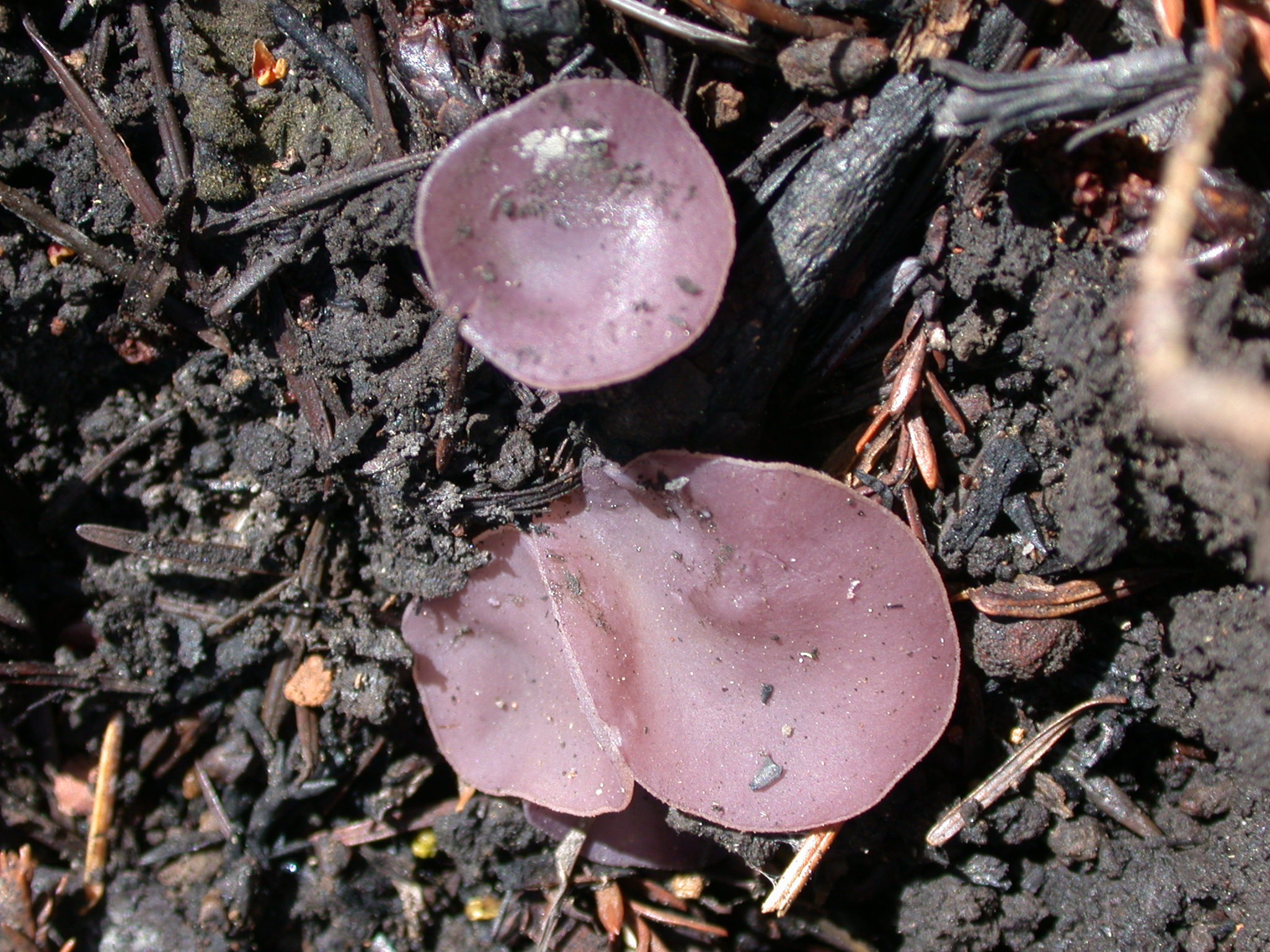
Peziza violacea
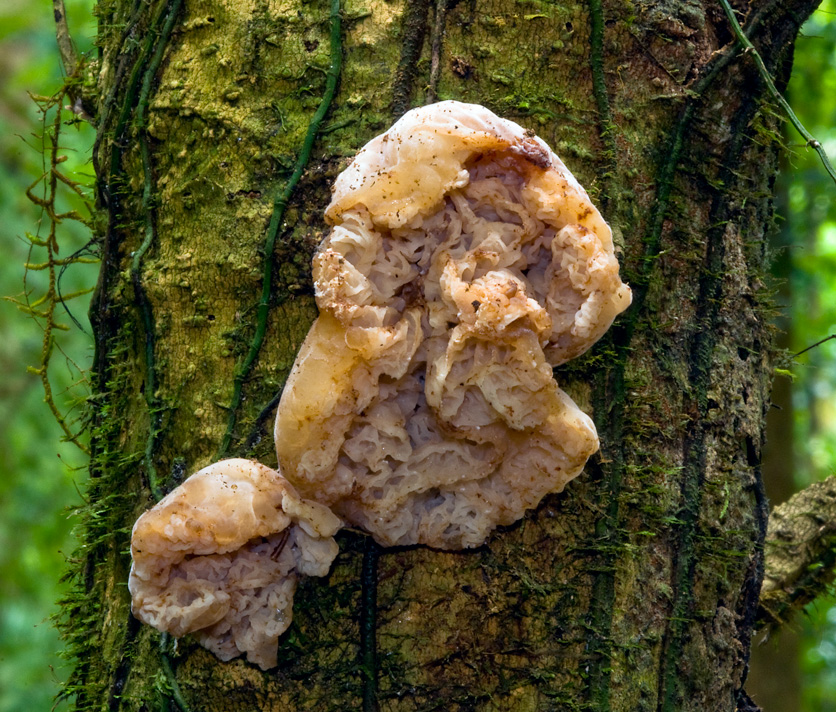
Peziza whitei